# Dzięcioł żółtawy
Dzięcioł żółtawy (Celeus flavescens) – gatunek średniej wielkości ptaka z rodziny dzięciołowatych (Picidae). Jest jednym z najbardziej rozpowszechnionych gatunków z rodzaju Celeus. Występuje we wschodniej Ameryce Południowej. Nie jest zagrożony.

## Systematyka
Gatunek po raz pierwszy zgodnie z zasadami nazewnictwa binominalnego opisał Johann Friedrich Gmelin, nadając mu nazwę Picus flavescens. Opis ukazał się w 1788 roku na łamach 13. edycji Systema Naturae. Obecnie gatunek umieszczany jest w rodzaju Celeus. Wyróżnia się dwa podgatunki:
- C. f. flavescens (J.F. Gmelin, 1788)
- C. f. intercedens Hellmayr, 1908.

Za jego podgatunek uznawany był także dzięcioł ochrowy (C. ochraceus), w drugiej dekadzie XXI wieku uznany za odrębny gatunek. Niekiedy łączono dzięcioła żółtawego w jeden gatunek z dzięciołem jasnoczubym (C. lugubris).

### Etymologia
- Celeus: gr. κελεος keleos – „zielony dzięcioł”[10]
- flavescens: łac. flavescens, flavescentis – „złotożółty”[11].

## Morfologia
Średniej wielkości dzięcioł o stosunkowo krótkim, lekko zakrzywionym i szpiczastym dziobie o barwie rogowej lub ciemniejszej niebieskoszarej do czarnej, dolna szczęka jaśniejsza. Tęczówki czerwonobrązowe lub czerwone, wokół oka naga, niebieska skóra. Nogi silne, niebiesko-szare. Pióra głowy tworzą charakterystyczny szpiczasty poziomy czub. Głowa w kolorze od bladokremowego poprzez płowożółty do żółtawo-białego. Samce mają karmazynowe wąsy i policzki, których brak u samic. Podbródek i gardło w tym samym kolorze co cała głowa, w części dolnej czarne przebarwienia. Górna część ciała, górne pokrywy skrzydeł i grzbiet czarne. Lotki czarne z wąskimi poprzecznymi paskami bladożółtymi, a w dolnej części białymi. Ogon czarny, a w części przy zadzie płowo-żółty. Długość ciała 27–30 cm, masa ciała 110–165 g (podgatunek nominatywny).

## Zasięg występowania
Dzięcioł żółtawy występuje we wschodniej części Ameryki Południowej. Zasiedla obszary od poziomu morza do wysokości 1200 m n.p.m. Poszczególne podgatunki występują w:
- C. f. flavescens – południowo-wschodniej Brazylii (od południowej części stanu Bahia do stanu Rio Grande do Sul), we wschodnim Paragwaju i północno-wschodniej Argentynie (prowincja Misiones).
- C. f. intercedens – wschodnio-środkowa Brazylia (od zachodniej części stanu Bahia do Goiás i Minas Gerais).

Jest gatunkiem osiadłym.

## Ekologia
Jego głównym habitatem są nizinne lasy tropikalne, sawanna i formacja caatinga; spotykany również na obrzeżach lasów, w lasach galeriowych i w sadach. Odżywia się głównie mrówkami i termitami. Spożywa także owoce, w tym jagody. Żeruje w parach lub w niewielkich grupach rodzinnych.

### Rozmnażanie
Sezon lęgowy ma miejsce w okresie kwiecień–czerwiec we wschodniej Brazylii i październik–listopad w Argentynie. Gniazda buduje w dziuplach drzew, często w nadrzewnym gnieździe mrówek. Brak szczegółowych informacji o rozmnażaniu tego gatunku.

## Status
W Czerwonej księdze gatunków zagrożonych IUCN dzięcioł żółtawy klasyfikowany jest jako gatunek najmniejszej troski (LC, Least Concern). Liczebność populacji nie została oszacowana, ale ptak ten jest opisywany jako dość pospolity. Zasięg jego występowania według szacunków organizacji BirdLife International obejmuje około 3,02 mln km². Trend liczebności populacji uznawany jest za spadkowy ze względu na utratę siedlisk spowodowaną przede wszystkim wylesianiem.